# Rho Coronae Borealis
Rho Coronae Borealis (15 Coronae Borealis) é uma estrela na direção da constelação de Corona Borealis. Possui uma ascensão reta de 16h 01m 02.80s e uma declinação de +33° 18′ 19.4″. Sua magnitude aparente é igual a 5.39. Considerando sua distância de 57 anos-luz em relação à Terra, sua magnitude absoluta é igual a 4.18. Pertence à classe espectral G2V. Possui um planeta confirmado.